# Villefranche-d’Allier
Villefranche-d’Allier ist eine französische Gemeinde mit 1.265 Einwohnern (Stand: 1. Januar 2022) im Département Allier in der Region Auvergne-Rhône-Alpes. Sie gehört zum Arrondissement Montluçon und zum Kanton Commentry. Die Einwohner werden Villefranchois genannt.

## Geographie
Villefranche-d’Allier liegt in der Landschaft Bocage Bourbonnais, rund 20 Kilometer ostnordöstlich von Montluçon. Das Gemeindegebiet wird vom Fluss Thernille durchquert, der hier seinen Zufluss Voirat aufnimmt und kurz danach selbst in die Œil mündet.

### Nachbargemeinden
Umgeben ist Villefranche-d’Allier von den Nachbargemeinden Sauvagny im Norden und Nordwesten, Tortezais im Norden und Nordosten, Murat im Osten, Saint-Priest-en-Murat im Süden und Südosten, Bézenet im Süden, Doyet im Südwesten sowie Deneuille-les-Mines im Westen.

## Bevölkerungsentwicklung
| Jahr      | 1962 | 1968 | 1975 | 1982 | 1990 | 1999 | 2006 | 2013 | 2019 |
| Einwohner | 1314 | 1261 | 1273 | 1272 | 1360 | 1306 | 1341 | 1342 | 1283 |

## Sehenswürdigkeiten
- Kirche Saint-Jacques-le-Majeur aus dem 11. Jahrhundert, Umbauten aus dem 13./14. Jahrhundert, Monument historique seit 1984
- Alte Kirche Saint-Pierre in Jonzais aus dem 12. Jahrhundert
- Priorat von Montcenoux aus dem 11. Jahrhundert
- Schloss Neuville, Mitte des 19. Jahrhunderts erbaut, Kapelle aus dem 12. Jahrhundert, Monument historique seit 1984
- Domäne Saint-Mœurs, seit 1978 Monument historique
- Schloss La Porte
- Schloss Féline

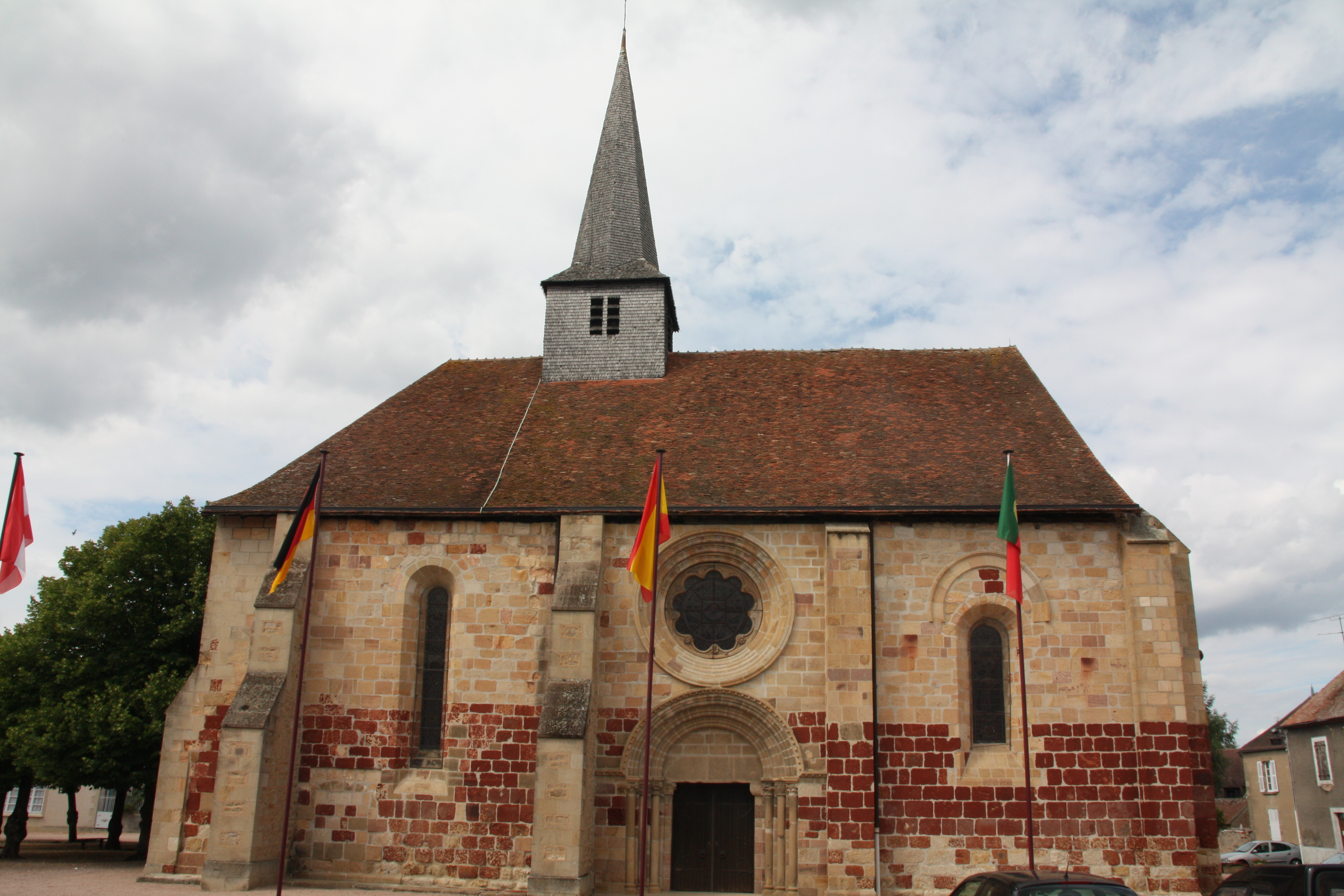
Kirche Saint-Jacques-le-Majeur
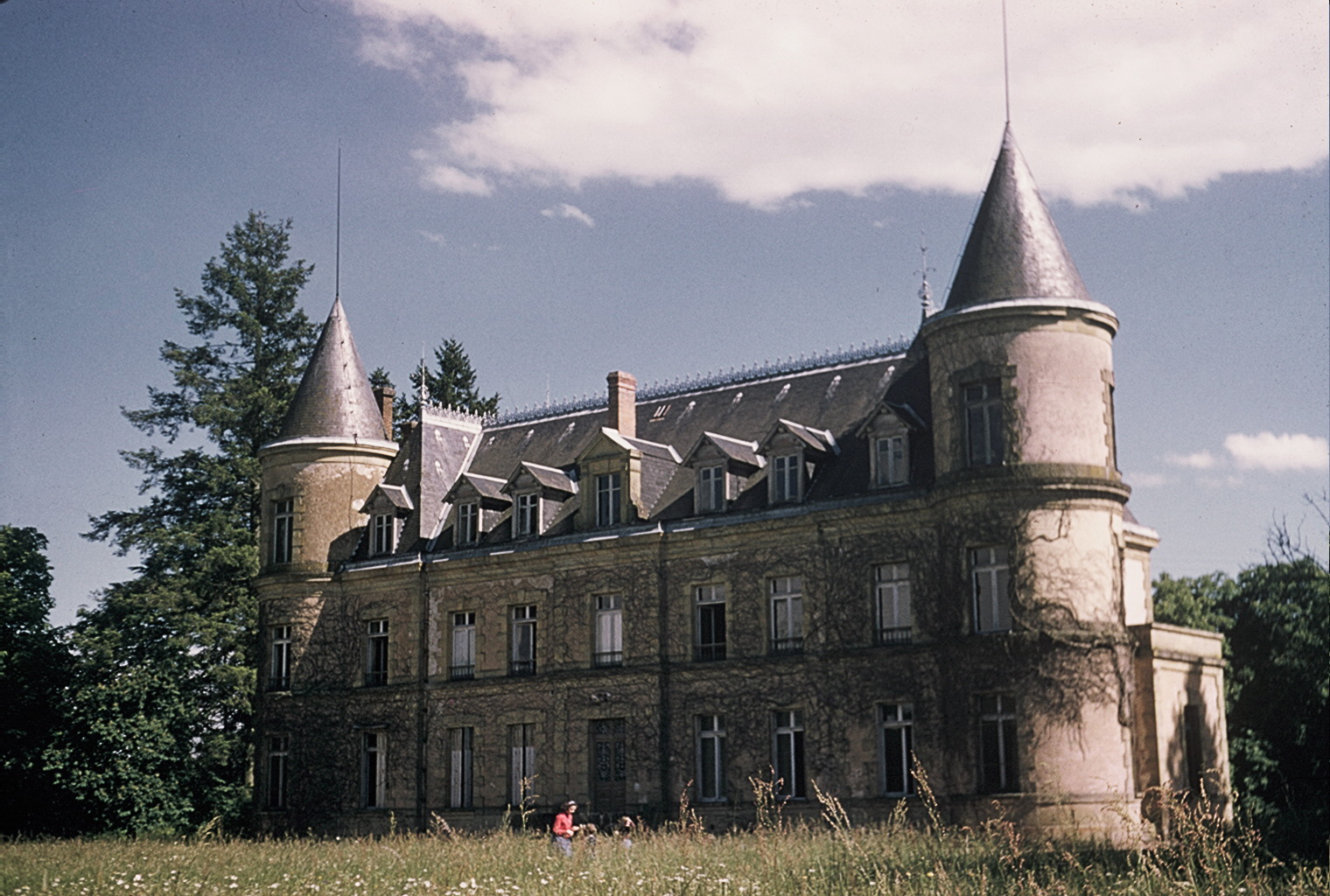
Schloss Neuville